# Johann Friedrich Engel
Johann Friedrich Engel (také John Fred Engel, 24. dubna 1844 Bernkastel Německé císařství – 2. března 1921 Mnichov Výmarská republika) byl německý malíř a ilustrátor, který část svého života strávil ve Spojených státech amerických (USA).

## Život
Johann Friedrich Engel se přestěhoval do USA se svými rodiči v roce 1852, ve věku osmi let. Usadili se v Albany, hlavním městě státu New York. Zde se o jeho výuku v oblasti malování postaral belgický malíř François Unterricht. Poté se roku 1861 vrátil do Německa a nastoupil na Akademii umění v Düsseldorfu. Osmnáctého ledna 1862 pak nastoupil na Královskkou akademii umění v Mnichově. Po promoci v roce 1868 se vrátil do Spojených států.
V roce 1873 se rozhodl přemístit do země svých rodičů a usadil se v Mnichově. Umírá 2. března 1921 v Mnichově.

## Dílo
Johann Friedrich Engel byl portréstista, malíř žánrových scén či tradičních bavorských kostýmů. Typické jsou portréty dětí v tradičních bavorských kostýmech či scény zasazené do prostředí hornobavorského Chiemgau (Rybářka u Chiemzkého jezera (1879), Návrat z rybolovu). Je známo, že u dětských postav se inspiroval například podobou svého vnuka Huga. Žánrovým scénám se věnuje později. Známé jsou obrazy Blahopřání, Naše babička, Hosté za zdí, Veselá osamělost (1898) či Tajemství (1901). V roce 1910 vytvořil tři snímky s alegorickými reprezentacemi ročních období. Většina jeho díla se nachází v soukromých sbírkách.

## Galerie

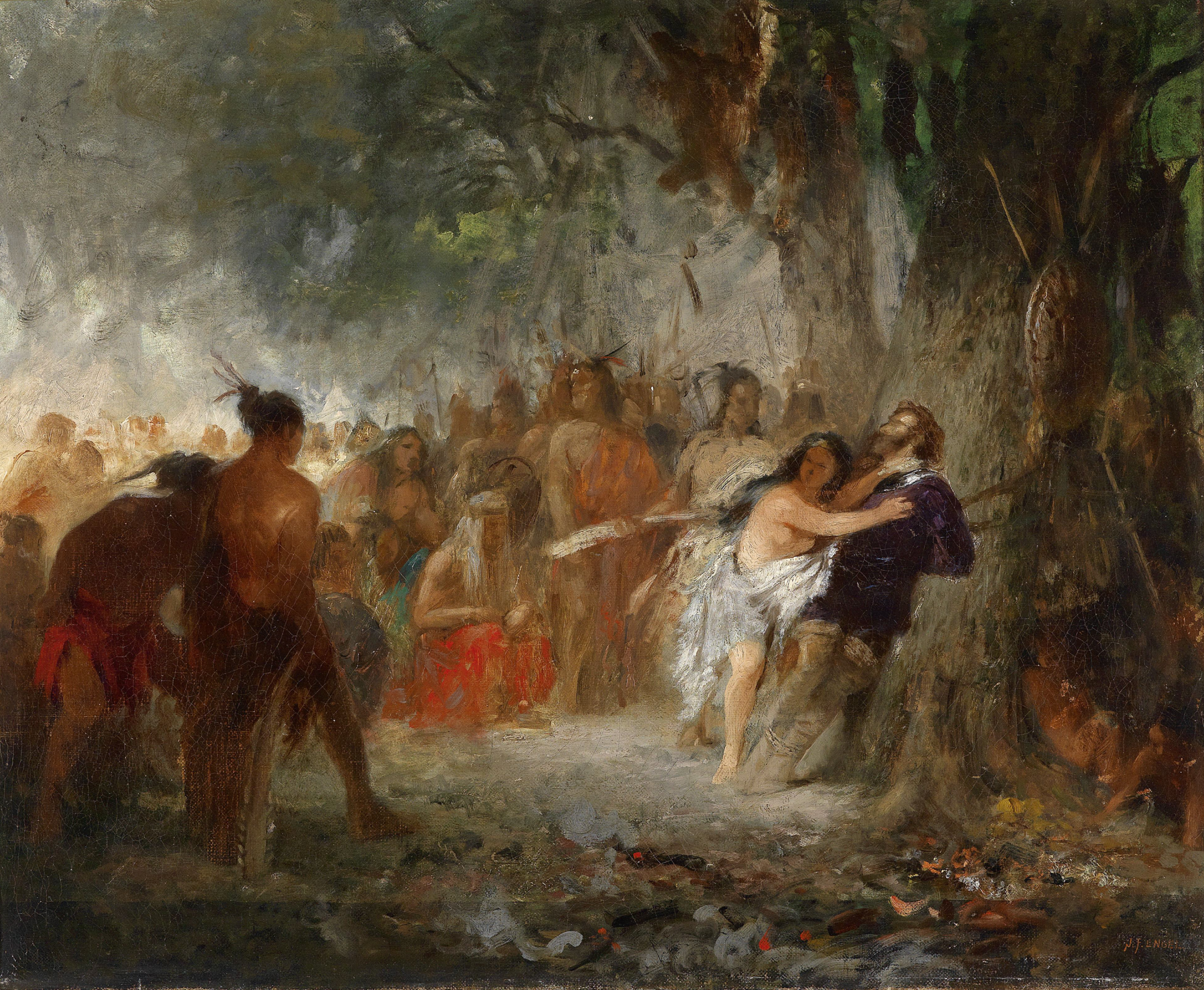
Pocahontas zachraňuje kapitána Johna Smithe
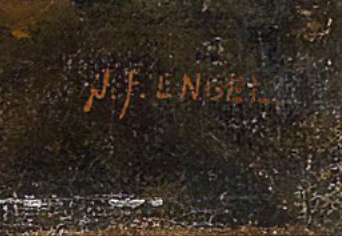
Podpis díla
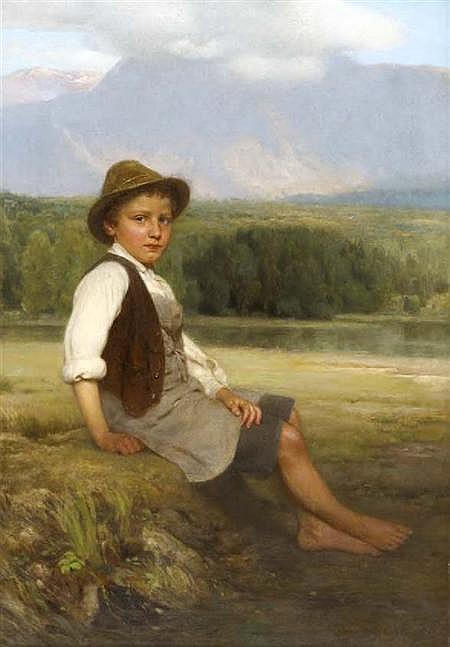
Mladý rolník
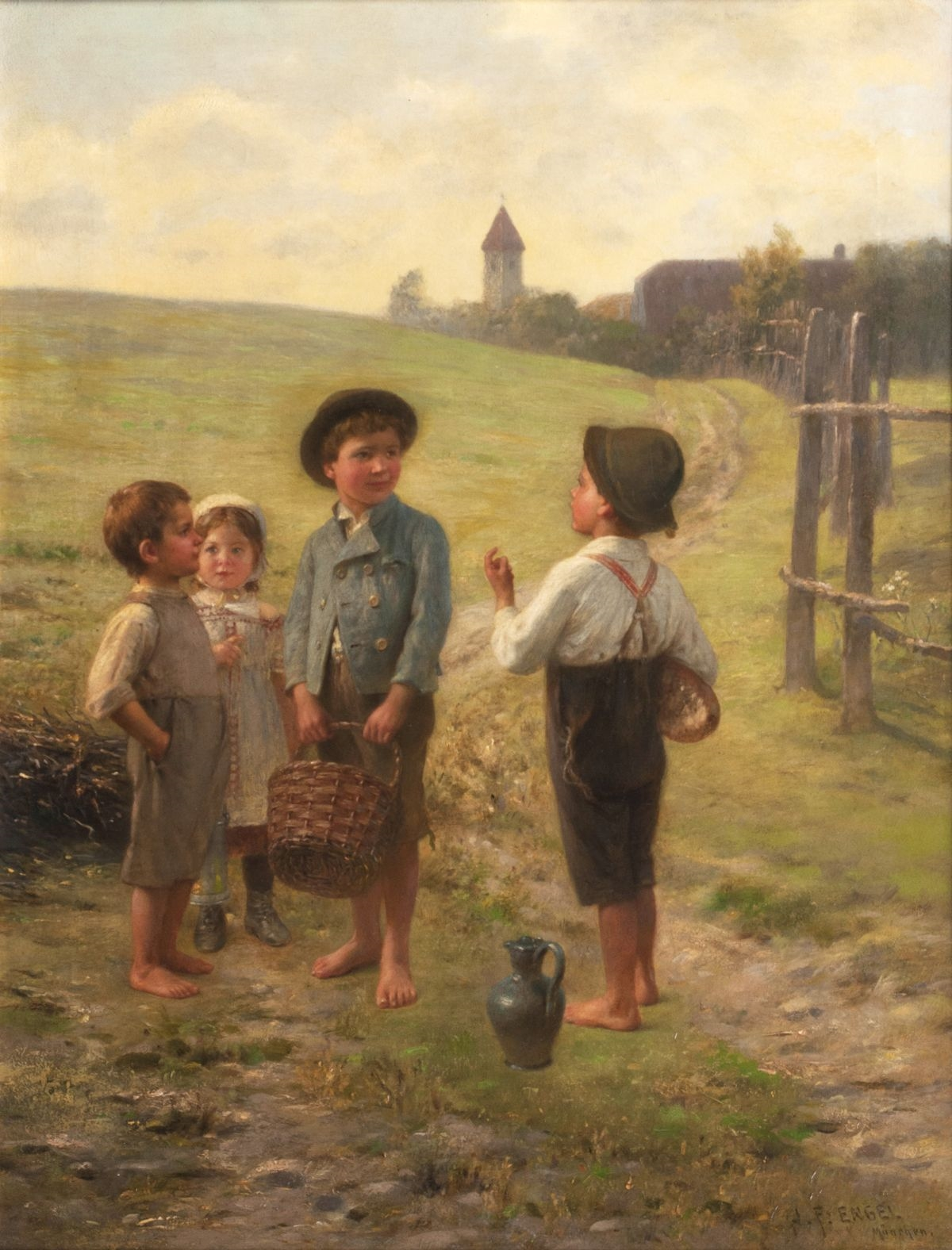
Cesta domů
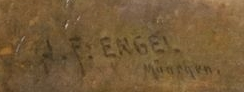
Podpis
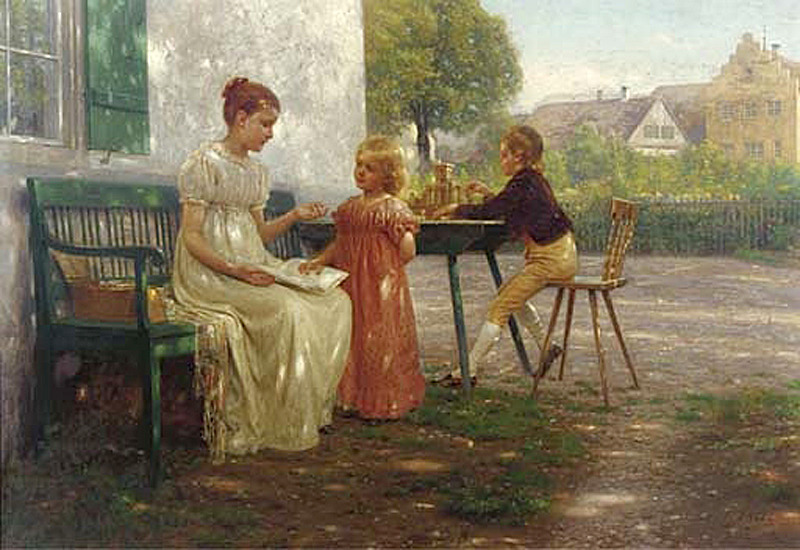
Dětství
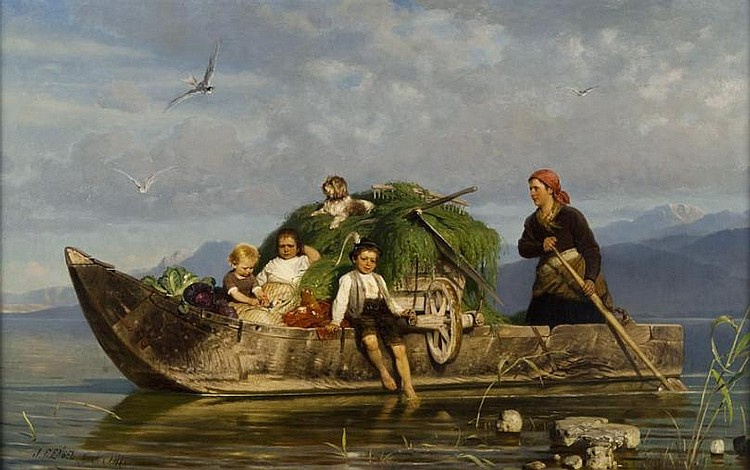
Loď s rolníky